# Tirante

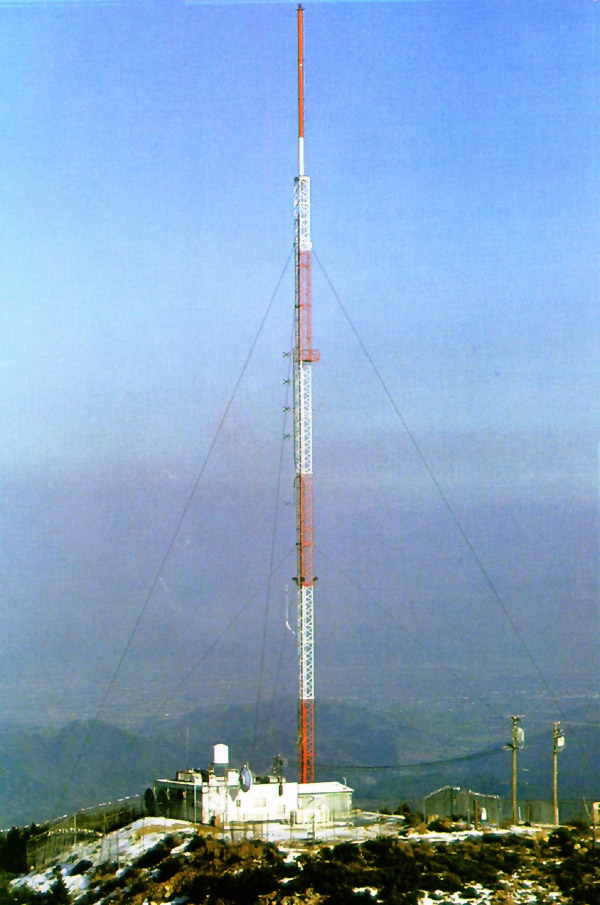
Un'antenna tirantata

Il termine tirante, in architettura, indica un elemento strutturale, spesso di metallo, utile a contrastare le forze spingenti laterali dovute al peso, ad esempio, di una copertura.  Lo si ritrova spesso in associazione con archi o volte. Dal punto di vista strutturale viene chiamato tirante un elemento che lavora, come si intuisce dal termine, a trazione semplice, a differenza del puntone che invece lavora a compressione semplice.

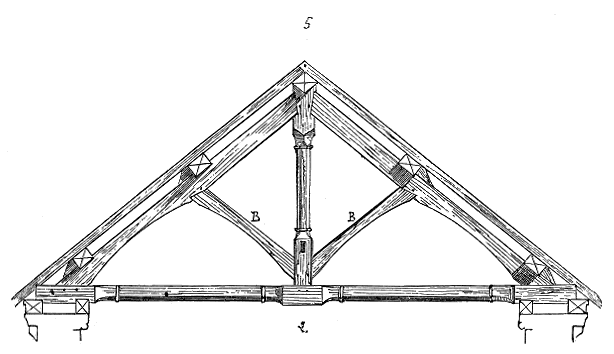
Una capriata francese. In quella italiana "monaco" e "catena" non si toccano, ma sono semmai legate da una semplice staffa metallica.

Il tirante è anche un elemento costitutivo della capriata (catena) o delle strutture reticolari, dove il tirante viene chiamato anche biella tesa o asta tesa. Tirante e puntone, elementi componenti delle travi reticolari isostatiche, rappresentano l'elemento finito più semplice: elemento asta o biella. Tale elemento è alla base dello strut and tie method (metodo del puntone e tirante), utilizzato per lo studio delle D regions, basato sull'analogia del traliccio equivalente.